# Stapleford Abbotts
Stapleford Abbotts är en by och en civil parish i Epping Forest i Essex i England. Orten har 959 invånare (2001).